# Lech Woszczerowicz
Lech Woszczerowicz (ur. 8 maja 1940 we Lwowie) – polski polityk, przedsiębiorca, ekonomista i poseł na Sejm V kadencji.

## Życiorys

### Wykształcenie i praca zawodowa
W 1968 ukończył studia na Wydziale Ekonomicznym Uniwersytetu Gdańskiego. Pracował na stanowiskach kierowniczych w trójmiejskich hotelach – Batory, Orbis i Grand Hotel.
Od lat 70. prowadził własną działalność gospodarczą, zaczynał od komisu z odzieżą sprowadzaną z krajów Europy Zachodniej i zakładu szewskiego, potem założył kantor, a w 1992 sieć lombardów w Trójmieście. Był także doradcą w firmie Prokom Software Ryszarda Krauzego.

### Działalność polityczna
W 1980 wstąpił do NSZZ „Solidarność”. W wyborach samorządowych w 1998 bezskutecznie kandydował do rady miasta Gdańska z listy Chrześcijańskiej Demokracji III Rzeczypospolitej Polskiej. W 2002 został członkiem Samoobrony RP i wszedł w skład rady krajowej tej partii. W wyborach samorządowych w tym samym roku bez powodzenia ubiegał się z listy tego ugrupowania o mandat radnego Gdańska.
W wyborach parlamentarnych w 2005 uzyskał mandat poselski na Sejm V kadencji z okręgu gdyńskiego liczbą 5987 głosów. Pracował w Komisji Infrastruktury, Komisji Spraw Zagranicznych, Komisji Polityki Społecznej oraz w ośmiu podkomisjach. Był również członkiem stałej delegacji Sejmu RP do Konferencji Parlamentarnej Morza Bałtyckiego.
W przedterminowych wyborach parlamentarnych w 2007 bez powodzenia ubiegał się o reelekcję (dostał 1442 głosy), a w 2009 o mandat w Parlamencie Europejskim, otwierając listę Samoobrony RP w okręgu pomorskim (otrzymał 2191 głosów). Następnie wycofał się z działalności politycznej.

## Życie prywatne
W drugiej połowie lat 40. został wraz z rodziną przesiedlony ze Lwowa do Gdańska. Spokrewniony z aktorem Jackiem Woszczerowiczem. Żonaty, ma dwoje dzieci.